# Biafra
Biafra, al cărei nume oficial a fost Republica Biafra, a fost un stat secesionist, care a existat în perioada 1967 -  1970, în partea de S-E a Nigeriei, unde se găseau cele mai mari rezeve de petrol ale acestei țări. Numele țării provenea de la numele Golfului Biafra, aflat în sud, prin care avea ieșire la Oceanul Atlantic.

## Istorie
Dorința etniei minoritare Igbo de a se emancipa din regimul federal, în care puterea se afla în mâinile altor etnii majoritare din Nigeria, a dus la declanșarea unui război civil, prin declarația de independență a Republicii Biafra, citită de șeful său Lt. Col. Chukumeka Odumegwu Ojukwu (după alte surse, Odumegwu Emeka Ojukwu) pe 30 mai 1967. Unul din motivele secesiunii era acela că etnia Igbo, în majoritate creștină și animistă, dorea să se elibereze de sub tutela federală a etniei Haoussa, în majoritate musulmană, mai ales după ce mulți ingbo au fost uciși în nordul Nigeriei, unde migraseră spre a se ocupa de comerț.
Prima capitală a statului Biafra a fost la Enugu. După capturarea orașului de către forțele nigeriene, în octombrie 1967, capitala s-a mutat succesiv în localitățile Aba, Umuahia, și Owerri.
Pentru a restabili unitatea țării, Nigeria a impus sancțiuni economice Biafrei.
Războiul propriu-zis a început în iulie 1967, când Biafra a înaintat în teritoriul Nigeriei, dar Nigeria a contraatacat cu forțele aeriene, terestre și navale, astfel că Biafra a pierdut, rând pe rând, din teritoriu. Biafra nu dispunea de resurse suficiente, încă de la începutul războiului fiind un importator de produse alimentare. După ce în timpul războiului a pierdut câmpurile petrolifere, singura resursă care le permitea să cumpere hrană, în țară a izbucnit o foamete cumplită. Se estimează că mai mult de un milion de civili din Biafra au murit ca rezultat al unei malnutriții severe.
Acest război sângeros, în același timp politic, religios și etnic, s-a încheiat pe 15 ianuarie 1970, prin capitularea semnată pe 12 ianuarie, și desființarea Republicii Biafra și reincorporarea ei în Nigeria.
În scurta sa existență, Biafra a fost recunoscută de numai câteva state, Tanzania, Zambia, Gabon și Coasta de Fildeș, dar independența sa nu a fost văzută cu ochi buni de multe state din Africa, datorită aprobării acesteia de Africa de Sud, Rodezia de Sud și Portugalia.
Marea Britanie a intensificat sprijinul diplomatic și a oferit o asistență militară limitată guvernului federal din Nigeria. Uniunea Sovietică a furnizat echipament militar Nigeriei. Hidroavioane moderne, de producție sovietică, pilotate de egipteni și britanici, au interzis aprovizionarea pe calea aerului și au produs multe victime prin raidurile asupra centrelor urbane.
În prezent, o organizație care se intitulează Biafra Actualization Forum (BAF) luptă, prin mijloace pașnice, pentru ca Biafra să redevină independentă și să elibereze poporul Igbo și cultura sa de sub oprimarea statului Nigeria.